# 楊沂孫
楊沂孫（1813年—1881年），字泳春，號子輿，晚署豪叟，江蘇常熟城區人。清代書法家。
少從李兆洛學，精於《管子》、《莊子》。道光二十三年（1843年）舉人，官至安徽鳳陽知府。杨以篆書著稱於世，尤愛“篆籀之學”，初學懷寧鄧石如，後吸收金文、石鼓文、漢碑篆書，遂自成一格，直追唐人李陽冰；馬宗霍《霋岳樓筆談》評其篆書：「濠叟篆書，功力甚勤，規矩並備，所乏者韻耳」。《七言聯》為晚年作品。著作有《管子今編》、《莊子正讀》、《文字說解問偽》、《在昔篇》、《觀濠居士集》等。